# Alt Schwerin
Alt Schwerin este o comună din landul Mecklenburg-Pomerania Inferioară, Germania.

## Galerie de imagini

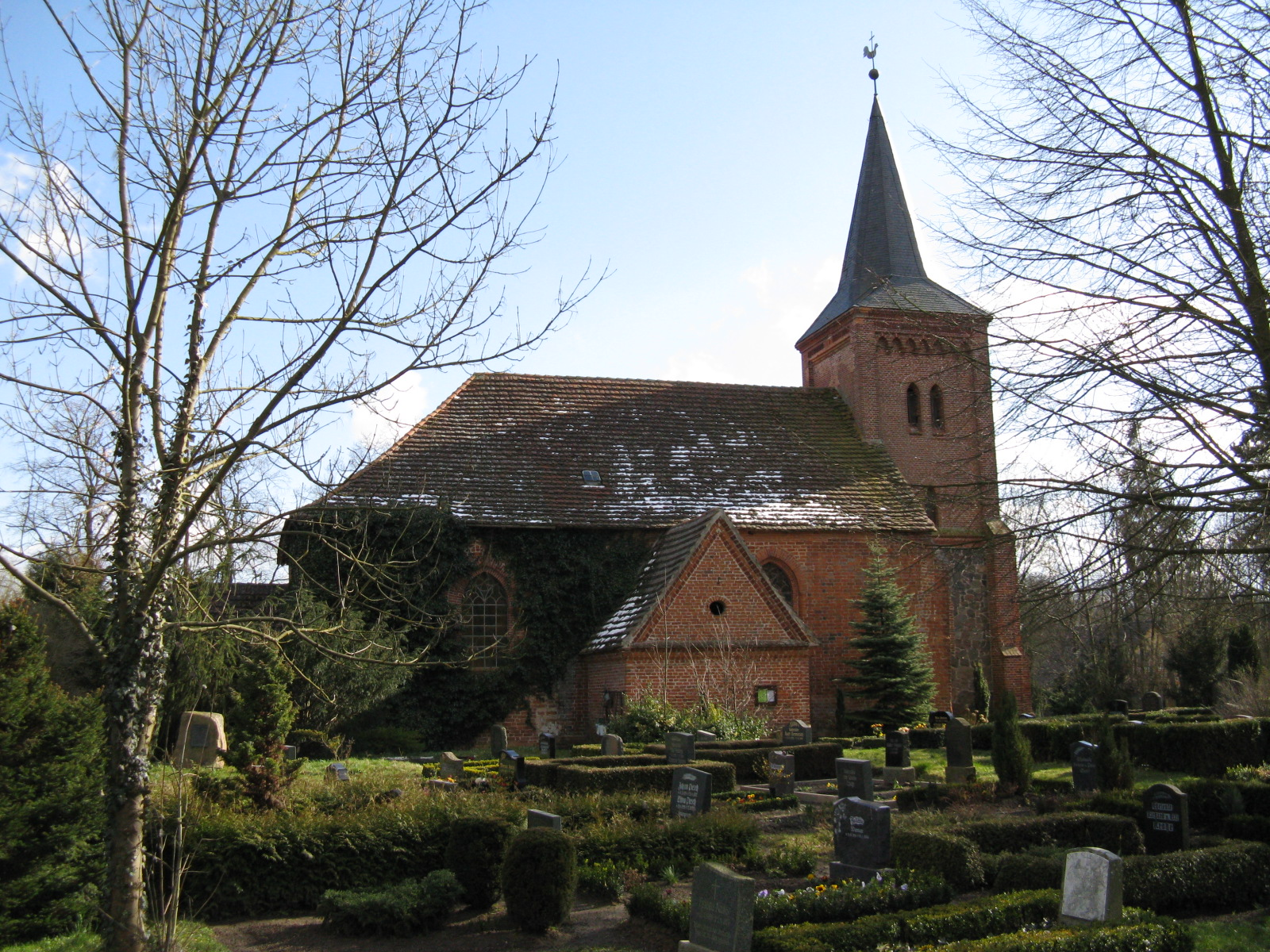
Biserică din Alt Schwerin
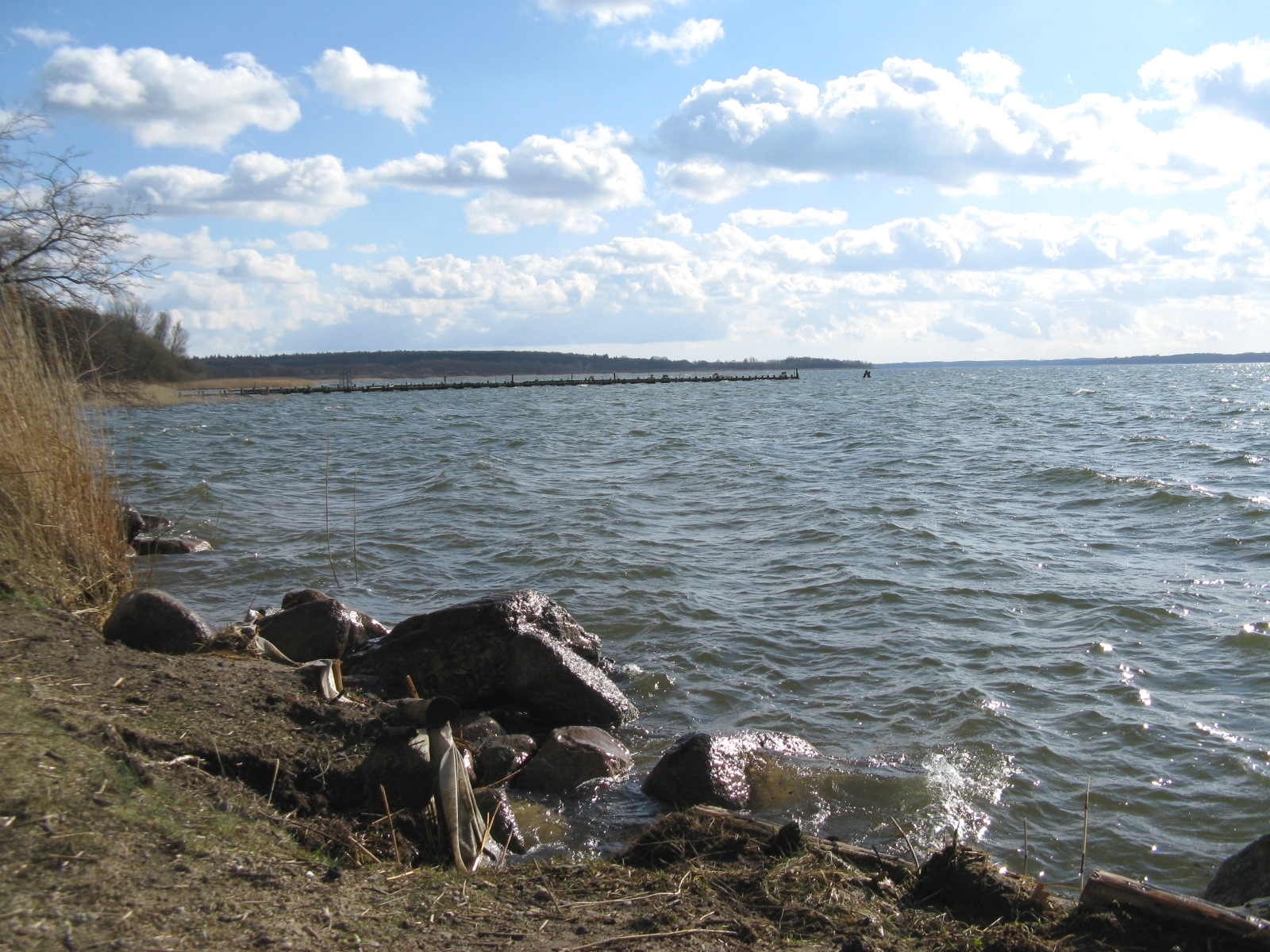
Țărmul nordic al lacului Plauer See